# Maison Bock
Pour les articles homonymes, voir Bock (homonymie).
La maison Bock (appelée aussi Ancienne mairie) est l'un des bâtiments de style néoclassique de la place du Sénat à Helsinki. 

## Description
Située au 20, rue Aleksanterinkatu c'est le bâtiment le plus ancien de la rue.
Sa façade orientale longe Katariinankatu.   
Elle a été construite pour le commerçant Gustav Johan Bock dont elle a gardé le nom.

## Histoire
Au XVIIIe siècle, en bordure de la rue Suurkatu, rue principale d'Helsinki (appelée de nos jours Aleksanterinkatu) se construisent les maisons en pierre des bourgeois les plus aisés de la capitale. Parmi elles, la maison Bock construite en 1763 par Gustav Johan Bock (1710–1788), l'un des commerçants les plus prospères de la ville. C'est une construction sur deux niveaux qui rappelle la maison Sederholm voisine. Au rez-de-chaussée Bock tient un magasin et la famille habite à l'étage.
Gustav Bock décède en 1788 et la maison change à plusieurs reprises de propriétaire. En 1801 elle est acquise par la couronne suédoise et sert de bâtiment officiel pour le major de la ville d’Helsinki. En 1808, l'armée russe prend Helsinki et la maison devient la demeure d'officiers supérieurs.  
En 1816, Carl Ludvig Engel arrive à Helsinki et transforme la maison en demeure officielle du gouverneur général de Finlande. Le bâtiment subira de grands travaux de transformation et d’agrandissement de 1816 à 1819. Ainsi elle aura un troisième niveau, une aile supplémentaire et prendra le style Empire. 
En 1838, la nouvelle demeure officielle Smolna remplace la maison Bock. La ville d’Helsinki achète la maison pour la transformer en mairie afin de permettre la destruction de l'ancienne mairie datant de la domination suédoise.  Le premier conseil municipal de la ville d'Helsinki se réunit sous la présidence de Leo Mechelin dans la salle Empire de la maison en 1875. En 1913 la mairie actuelle est mise en service et la maison Bock héberge des activités juridiques jusqu'en 1988.
La maison Bock sert maintenant pour des réunions et des réceptions de la ville d’Helsinki.